# Luna (塩ノ谷早耶香のアルバム)
「Luna」（ルナ）は2014年12月10日に発売された塩ノ谷早耶香による1作目のオリジナルアルバム。

## 概要
初回限定盤[CD+DVD]と通常盤 [CD]の二形態で発売された。
CDには、2013年1月23日リリースのデビュー曲「Dear Heaven」から2014年6月4日リリースの「Like a flower」まで15曲が収録されている。
DVDには、今までリリースした全5曲のミュージック・ビデオと初回限定盤のみフォトブックが付いている。

## 収録曲

### 初回生産限定版[CD+DVD]

#### DISC 1
1. それでも世界は美しい
2. Dear Heaven
作詞：Masato Odake / 作曲：Tatsuro Mashiko / 編曲：Yuuta Nakano
  - 1stシングル

映画『渾身 KON-SHIN』サポーターズソング
日本テレビ系『ハッピーMusic』POWER PLAY
3. 一輪花
作詞：Hiroki Sagawa from Asiatic Orchestr / 作曲：Hiroki Sagawa from Asiatic Orchestr / 編曲：Jin Nakamura
  - 4thシングル
  - 東海テレビ制作フジテレビ系ドラマ『天国の恋』主題歌
4. 雪空
5. Snow Flakes Love
作詞：Kanata Okajima / 作曲：Erik Lidbom, Charlie Mason / 編曲：Erik Lidbom
  - 4thシングル
  - 冬スポ「WINTER SPORTS FESTA SEASON13」CMソング
  - 北海道文化放送『U型テレビ』2013年10月度エンディングテーマ
6. Like a flower
作詞：Hanai / 作曲：Erik Lidbom, Carlos Okabe / 編曲：Erik Lidbom, Carlos Okabe
  - 『超高速!参勤交代』 主題歌
7. be Me
8. キミの側で
  - 5thシングルのカップリング
9. Smile again
作詞：Juli Shono / 作曲：Jin Nakamura / 編曲：Jin Nakamura
  - 2ndシングルのカップリング
  - 宝島社『sweet』2013年5月号 CMソング
10. True Love
作詞：MOMO“mocha”N / 作曲：SKY BEATZ, SHIKATA & LISA DESMOND / 編曲：SKY BEATZ
  - 3rdシングルのカップリング
11. to you
作詞：Sayaka S. / 作曲:Jeff Miyahara, SKY BEATZ & Sayaka S. / 編曲 : SKY BEATZ
  - 4thシングルのカップリング
12. プレゼント
13. 片恋
作詞：Juli Shono / 作曲：Jin Nakamura / 編曲：Jin Nakamura
  - 2ndシングル
  - 日本テレビ系『ミュージックドラゴン』POWER PLAY
  - MBSテレビ『mm-TV』2013年5月度エンディング曲
14. Luna
15. ONE (another 'L-R' story)

#### Disc 2/DVD
1. それでも世界は美しい（Music Video）
2. Dear Heaven（Music Video）
3. 片恋（Music Video）
4. Smile again（Music Video）
5. Ocean Blue（Music Video）
6. Snow Flakes Love（Music Video）
7. 一輪花（Music Video）
8. Like a flower（Music Video）

### 通常盤 [CD]
1. それでも世界は美しい
2. Dear heaven
3. 一輪花
4. 雪空
5. Snow Flakes Love
6. Like a flower
7. be Me
8. キミの側で
9. Smile again
10. True Love
11. to you
12. プレゼント
13. 片恋
14. Luna
15. ONE (another 'L-R' story)